# 479 Caprera
479 Caprera
479 Caprera là một tiểu hành tinh ở vành đai chính. Nó được Luigi Carnera phát hiện ngày 12.11.1901 ở Heidelberg, và được đặt theo tên Caprera, một đảo nhỏ bên ngoài đảo Sardinia của Ý.